# Лансфордит
Лансфордит (рос. лансфордит; англ. lansfordite; нім. Lansfordit m) — мінерал, п'ятиводний карбонат магнію острівної будови. Хімічна формула: Mg[CO3]·5H2O. Містить (%): MgO — 23,11; CO2 — 25,24; H2O — 51,65. Сингонія моноклінна. Вид призматичний. Утворює сталактити, а також дрібні короткопризматичні кристали. Спайність чітка. Густина 1,73. Тв. 3,0. Безбарвний до білого. Блиск (на свіжому зламі) скляний. Зустрічається у вигляді сталактитів у вугільних шахтах США. Названий за назвою родовища Лансфорд, штат Пенсільванія, США (F.A. Genth, 1888).